# Rupt-sur-Moselle
Rupt-sur-Moselle – miejscowość i gmina we Francji, w regionie Grand Est, w departamencie Wogezy.
Według danych na rok 1990 gminę zamieszkiwało 3470 osób, a gęstość zaludnienia wynosiła 76 osób/km² (wśród 2335 gmin Lotaryngii Rupt-sur-Moselle plasuje się na 125. miejscu pod względem liczby ludności, natomiast pod względem powierzchni na miejscu 17.).